# Tratado Velarde-Río Branco
El Tratado Velarde-Río Branco fue un Tratado Definitivo de Límites, Comercio y Navegación entre Brasil y Perú. Fue suscrito en Río de Janeiro, el 8 de septiembre de 1909, por el ministro de Relaciones del Brasil, Barón de Río Branco, y el ministro plenipotenciario del Perú en Brasil, Hernán Velarde. Gobernaba entonces en el Perú el presidente Augusto B. Leguía (primer gobierno), y en el Brasil el presidente Nilo Pecanha.

## Contexto internacional
Durante la primera década del siglo XX, el Perú se debatió en una severa crisis internacional, pues se agravaron los litigios limítrofes con prácticamente todos sus vecinos. El problema más álgido era con Chile, por la llamada cuestión de Tacna y Arica, sobre la cual la cancillería peruana volcaba entonces sus mayores esfuerzos. Con el Brasil, con el que se compartía la Amazonía, solo se había llegado a una solución parcial de la delimitación fronteriza, faltando definir un extenso sector al sur del río Yavarí, por lo que, desde las décadas finales del siglo XIX los brasileños hicieron avances sobre los territorios en cuestión, en el contexto de la Fiebre del caucho, avances que a principios del siglo XX adoptaron caracteres violentos.
Pero también existían problemas limítrofes con Ecuador y Bolivia con los que se intentó infructuosamente recurrir a la fórmula del arbitraje, llegándose con cada uno de dichos países al borde del conflicto bélico, en abril y en diciembre de 1910, respectivamente, amenazas que felizmente fueron superadas de manera pacífica. Con Colombia también existían desacuerdos por la región situada entre el río Putumayo y el río Caquetá, los mismos que en 1911 adquirieron un matiz violento (conflicto de La Pedrera). 
En todos estos conflictos con Bolivia, Ecuador y Colombia, la diplomacia peruana creyó ver la mano oculta de Chile, que trataba de buscarle al Perú problemas en las otras fronteras, precisamente en momentos que se agravaba la cuestión de Tacna y Arica. Se sabe que en plena tensión peruano-ecuatoriana de 1910, Chile proporcionó armas al Ecuador, envío que en parte llegó a Guayaquil en el vapor Maullín.
El Perú vivió entonces profunda y constante intranquilidad, pero al final lograría delimitar pacíficamente sus fronteras. No es casualidad que el primer arreglo definitivo de sus fronteras lo hiciera precisamente con el Brasil, ya que era prioritario un entendimiento con la gran potencia sudamericana, con la que solo cabía la solución diplomática, pues una guerra habría sido letal para el Perú, más aún, con los problemas que enfrentaba con el resto de sus vecinos.

## Antecedentes del Tratado
Luego que en 1851 se firmara la Convención Fluvial sobre Comercio y Navegación y Parcial Acuerdo de Límites entre Perú y Brasil, el arreglo definitivo de la cuestión limítrofe entre ambos países, al sur del río Yavarí, se había venido dilatando en el tiempo. En teoría, al Perú le pertenecían inmensos territorios colindantes con el Brasil, ilusión basada en los viejos mapas coloniales del siglo XVIII nacidos del Tratado de San Ildefonso, aunque en la práctica los brasileños iban avanzando sobre la Amazonía y ejercían su dominio de facto en ella. Ello se debía a la mayor fuerza expansiva y el dominio sobre la parte baja de los ríos amazónicos que tenía el Brasil.
A fines del siglo XIX, los caucheros brasileños empezaron a incursionar en los territorios peruanos en el río Purús y el río Yurúa. El 25 de octubre de 1902, la guarnición peruana de Amuheya rechazó a un destacamento brasileño que le exigía abandonar su puesto. El final de la Guerra del Acre en el que Bolivia cedió a Brasil el territorio del Acre arreció los avances brasileños sobre territorio peruano. En 1903, una lancha con personal peruano del comisariato de Chandles  fue baleada en el Acre. En 1904, el coronel brasileño José Ferreira arribó al río Santa Rosa, afluente del Purús, y saqueó caucho y siringa a extractores peruanos. En noviembre de ese año, la guarnición de Amuheya se rindió ante fuerzas brasileñas superiores después de dos días de combates. Esto implicaba de por sí un casus belli, pero el gobierno peruano optó por la solución diplomática. 
En 1903 el distinguido diplomático y escritor peruano Hernán Velarde fue acreditado como ministro plenipotenciario del Perú en Río de Janeiro (entonces la capital de Brasil), donde el 12 de julio de 1904 negoció un modus vivendi por el cual se contuvo el avance brasileño sobre territorio peruano. Se puso así fin a la amenaza bélica, y se reanudaron las negociaciones para fijar definitivamente las fronteras pendientes.

## El Tratado

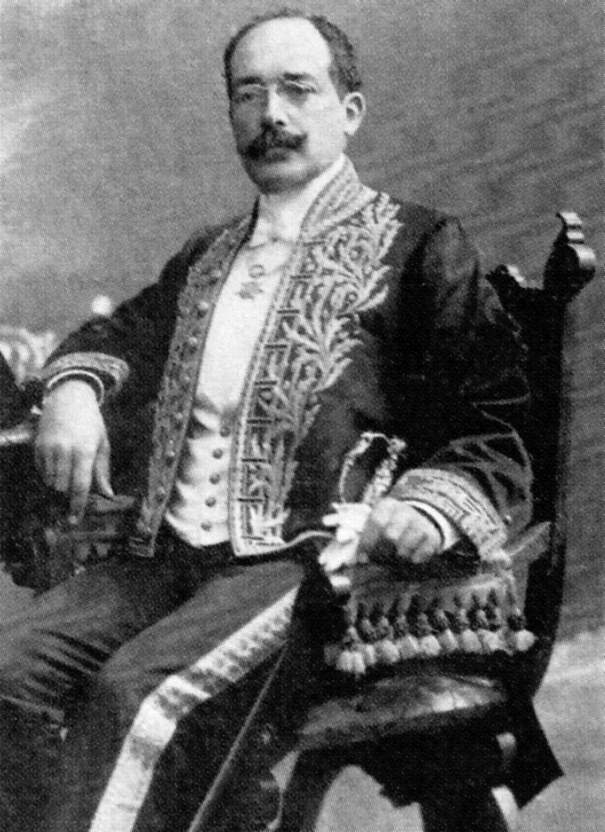
El diplomático y escritor peruano Hernán Velarde, que suscribió con el canciller brasileño Barón de Río Branco el Tratado definitivo de Límites entre Perú y Brasil.

Por fin, el 8 de septiembre de 1909, se suscribió entre el ministro de Relaciones del Brasil, el Barón de Río Branco, y el ministro Plenipotenciario del Perú en Río de Janeiro, Hernán Velarde, el Tratado Definitivo de Límites, Comercio y Navegación, que completó la demarcación iniciada por la Convención de 1851 y consagró para el Perú la libre navegación en el Amazonas.
Según dicho Tratado los límites entre el Perú y el Brasil al Sur del Yavarí quedaron fijados así:
- La divisoria de aguas existente entre los ríos Ucayali (Perú) y Yurúa (Brasil), hasta el paralelo 9º24'36" S, que corresponde a la boca del río Breu, afluente del Yurúa.
- Sigue por este paralelo en dirección este, hasta la boca del río Breu; sigue por el Breu, aguas arriba, hasta su naciente.
- La divisoria de aguas entre los ríos Torolluc, en el Perú y Embira en el Brasil, hasta el paralelo 10º de latitud sur;
- Por el paralelo 10º de latitud sur, hacia el este, hasta la divisoria de aguas entre el Embira, en territorio brasileño, y el Curanja, en territorio peruano, hasta encontrar la naciente del río Santa Rosa.
- El río Santa Rosa, aguas abajo, hasta su confluencia  con el río Purús;
- El río Purús, aguas arriba, hasta la boca del río Shamboyacu, aguas arriba, en todo su curso. Desde allí, siguiendo el meridiano del lugar, en dirección sur, hasta el paralelo 11º de latitud sur;
- Del paralelo 11º de latitud sur, una línea que va a encontrar la naciente del río Acre;
- El río Acre, aguas abajo, hasta la boca del riachuelo Yaverija, donde empieza la frontera con Bolivia, cerca a la ciudad de Iñapari.[3]

Posteriormente ambos países suscribieron en Petrópolis (7 de diciembre de 1909) otro tratado que puso fin a las diferencias limítrofes.

## Controversia
En el Perú, como ha sido una constante en lo que respecta a los tratados de límites firmados con los países vecinos, este Tratado ha sido muy criticado, aduciéndose que el gobierno peruano cedió al Brasil extensas zonas en la cuenca del Yurúa y del Purús. Sin embargo, estas críticas suelen por lo general estar descontextualizadas, o bien politizadas, al ser usadas por los opositores del gobierno de turno para ganar créditos electorales, alimentando interesadamente el mito de un país que supuestamente siempre llevó las de perder en las negociaciones con sus vecinos.
El historiador Jorge Basadre ha hecho al respecto observaciones muy atinadas. Según él, con Brasil había que entenderse cuanto antes, pues los brasileños, en su avance imparable, estaban ya a punto de llegar a las nacientes del río Ucayali. Si el Perú hubiera arreglado antes con Brasil, quizás esta nación habría avanzado menos. Al firmar este Tratado de 1909, puso fin a dicha expansión. En todo caso, el Perú no perdió territorio sobre el cual ejerciera efectiva posesión. Ningún ciudadano peruano se vio afectado.
La otra opción, esto es, ir a la guerra contra el Brasil, hubiera sido un desatino total, máxime si se tiene en cuenta las crisis que sobrellevaba el Perú con otros países vecinos. Se resalta la actitud de Chile, por ejemplo, durante la crisis peruano-ecuatoriana de 1910, por lo que se vislumbra fácilmente qué hubiera ocurrido si el Perú, como Bolivia en el Acre, se hubiera dejado arrastrar a un conflicto bélico con el Brasil. De hecho, hubo la posibilidad de una alianza entre Brasil y Ecuador contra el Perú.
Otra ventaja del tratado fue que consagró la libre navegación de los ríos amazónicos.